# Instytut Nowych Syntez Chemicznych, Oddział Chemii Nieorganicznej „IChN” w Gliwicach
Instytut Nowych Syntez Chemicznych, Oddział Chemii Nieorganicznej „IChN” w Gliwicach (dawniej – Instytut Chemii Nieorganicznej w Gliwicach) – instytut badawczy, działający od 1 kwietnia 2019 roku w strukturze Sieci Badawczej Łukasiewicz. Oddział "IChN" prowadzi badania naukowe i prace rozwojowe z obszaru nauk chemicznych chemii nieorganicznej, ze szczególnym uwzględnieniem technologii chemicznej i inżynierii procesowej.

## Historia Instytutu
W roku 1948, w Gliwicach utworzono filię Instytutu Chemii Przemysłowej, którą w 1951 roku przemianowano na Instytut Chemii Nieorganicznej w Gliwicach (IChN); w 2014 IChN przemianowano na Instytut Nowych Syntez Chemicznych. W okresie 1951–2010 Instytut wyspecjalizował się w obszarach technologii, dotyczących  np. związków fosforu i krzemu (aktywne krzemionki i krzemiany), nadchloranów i nadtlenków, substancji o ultradrobnych ziarnach (w tym nanomateriałów) oraz technologii oczyszczania ścieków. 
Jest członkiem wielu międzynarodowych organizacji naukowych. W latach 2005–2014 organizował cykliczną ogólnopolską konferencję „Szanse i Możliwości Branży Chemicznej w Unii Europejskiej”, której jednym z zadań były kontakty między nauką a przemysłem.
W 2010 r. "IChN" został włączony jako oddział zamiejscowy w strukturę stał się częścią INS. Celem integracji było wzmocnienie potencjału naukowo-badawczego, ułatwiające konkurencję na rynku krajowym i zagranicznym i realizację długofalowych programów badawczych.

## Struktura Oddziału IChN
W strukturze organizacyjnej "IChN" funkcjonują:
- Zakład Inżynierii Procesowej i Specjalnych Związków Nieorganicznych,
- Zakład Syntezy Nieorganicznej i Ochrony Środowiska,
- Zakład Wsparcia Technicznego,
- Laboratorium Analityczne,
- Laboratorium Mikronizacji.

## Tematyka prac naukowo-badawczych, rozwojowych i wdrożeniowych
Zakład Inżynierii Procesowej i Specjalnych Związków Nieorganicznych
Zakład zajmuje się m.in.zajmuje się rozwiązywaniem technologiczno-procesowych dla potrzeb przemysłu chemicznego i przemysłów pokrewnych, m.in.:
- zatężanie roztworów i krystalizacja, oddzielanie osadów z zawiesin ciał stałych, suszenie materiałów, w tym suszenie rozpryskowe, absorpcja gazów.
- zastosowania wybranych procesów i operacji jednostkowych do ograniczania emisji zanieczyszczeń z instalacji przemysłu chemicznego,
- zapewnienie efektywności energetycznej w przemyśle chemicznym.

Zakład Syntezy Nieorganicznej i Ochrony Środowiska
Zakład zajmuje się m.in.: 
- możliwościami zmniejszenia szkodliwości instalacji przemysłu chemicznego dla środowiska,
- technologiami unieszkodliwienia odpadów przemysłowych oraz odzyskiwania i utylizacji substancji użytecznych (np. w budownictwie drogowym),
- zastosowaniami procesów membranowych (zob. membrana półprzepuszczalna) m.in. do oczyszczania ścieków,
- problemami elektrochemii przemysłowej.

Prowadzi badania dotyczące m.in. technologii fosforanów nieorganicznych (m.in. spożywczych i nawozowych), kwasu fosforowego, polifosforanów, środków pomocniczych do produkcji tworzyw sztucznych, związków nadtlenowych. Opracowuje technologie usuwania biogenów ze ścieków z równoczesnym odzyskiwaniem użytecznych związków fosforu oraz z dezodoryzacją. 
Zakład Wsparcia Technicznego
Zakład prowadzi doświadczalną i małotonażową produkcję m.in. kwasu polifosforowego i nawozów ciekłych, fluorku wapnia, preparatów do odtłuszczania stali przed malowaniem i fosforanowaniem (Ichanofos, Korektofos), impregnatów zmniejszających palność drewna, papieru, tkanin, tworzyw sztucznych (POFAMBOR, POFAM, polifosforan melaminy, POFATYN) oraz specjalistycznych produktów nawozowych takich, jak nawóz ciekły NP 10-34-0 - polifosforan amonu i fosforan mocznika - nawóz stały NP 17-44-0.
Laboratorium Analityczne
Laboratorium doskonali metody badań składu chemicznego i właściwości fizykochemicznych produktów nieorganicznych, odpadów oraz innych materiałów. W zależności od charakteru matrycy i wymagań klienta oferta analityczna obejmuje analizę jakościową i ilościową analitów na różnym poziomie stężeń, w tym analizy na poziomie śladowym, z wykorzystaniem metod klasycznych oraz instrumentalnych. Zajmuje się walidacją metodyk badawczych, prowadzi oceny jakości substancji chemicznych i analityczne kontrole procesów technologicznych (w ramach własnych badań naukowych i usługowo). 
Laboratorium Mikronizacji
Laboratorium oferuje specjalistyczne usługi w zakresie: 
- mielenia, mikronizacji oraz klasyfikacji ziarnowej substancji
- przygotowania aplikacyjnych partii materiałów o ściśle określonym uziarnieniu
- pomiaru wielkości cząstek substancji.

Zespół REACH
Zespół świadczy usługi w zakresie rozpoznawania obowiązków firm w systemie REACH, m.in. w czasie zakupów surowców chemicznych i sprzedaży produktów (np. rejestracja substancji, komunikacja w łańcuchu dostaw, zakazy i ograniczenia) lub w czasie opracowywania kart charakterystyki substancji lub mieszanin. 

## Członkostwo w organizacjach międzynarodowych i krajowych
IChN jest członkiem:
- European Federation of Chemical Engineering
- European Membrane Society
- American Chemical Society.

Jest aktywny w sieciach i centrach:
- Śląskie Centrum Zaawansowanych Technologii
- Międzynarodowa Naukowa Sieć Tematyczna Technologii Środowiska ENVITECH-Net
- Polska Platforma Technologiczna Zrównoważonej Chemii
- Polska Platforma Ekoinnowacji
- Śląski Klaster Ekologiczny.